# Volavlje
Volavlje so naselje v Mestni občini Ljubljana. Z Ljubljano je kraj ob delavnikih povezan z redno mestno avtobusno linijo št. 26. Nekatere hiše so spomeniško zaščitene, saj so "preživele" 2. svetovno vojno.